# Александар Лажечников
Александар Лажечников (рус. Александр Лажечников; Москва, 1872 — Петровград, 1944) био је руски сликар.

## Биографија
Родио се 1872. године у Москви. У Велики Бечкерек долази као емигрант 1920. године и ту остаје до смрти. Сликарство је студирао на петербуршкој Академији. По доласку у Велики Бечкерек бива постављен за наставника цртања у Гимназији, наслеђујући чувеног професора Антала Штрајтмана. Учествовао је на изложбама групе „Великобечкеречки импресионисти”, као и на изложбама организованим од стране руских сликара у емиграцији. Сликао је пејзаже, портрете, жанр-сцене и актове. Осим неколико дела које се налазе у Народном музеју Зрењанин, већину Лажечникових радова је 1962. године његова удовица пренела у тадашњи СССР. Главни мотив на сликама био му је пејзаж, затим мртва природа (најчешће воће и цвеће), врло ретко портрети и иконе.